# Luxeuil-les-Bains

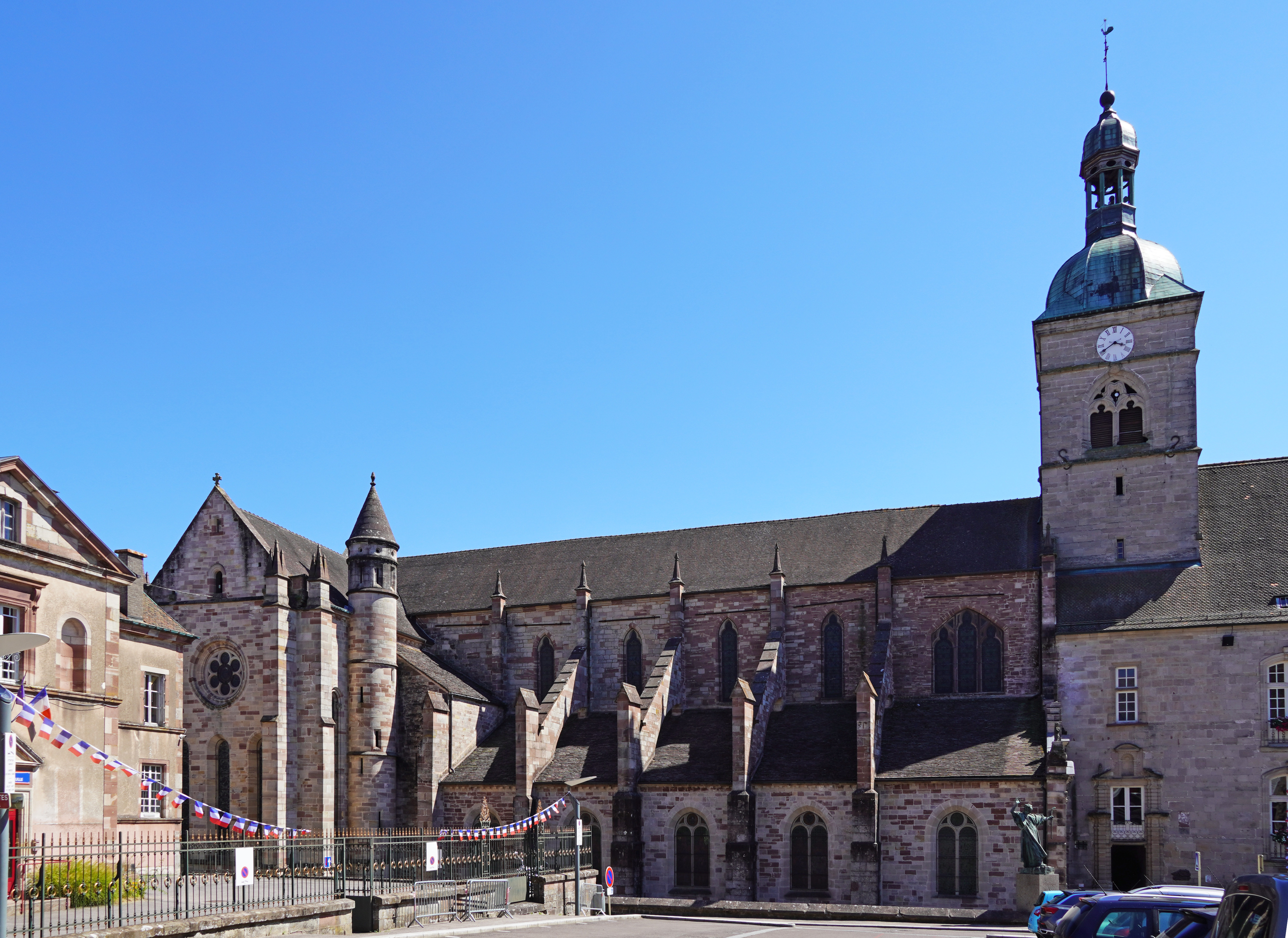
Basilika St-Pierre

Luxeuil-les-Bains (das Luxovium der Römer) ist eine Kleinstadt mit 6674 Einwohnern (1. Januar 2022) im französischen Département Haute-Saône. Sie gehört zum Arrondissement Lure, ist Hauptort (chef-lieu) des Kantons Luxeuil-les-Bains und Sitz des Kommunalverbandes Pays de Luxeuil.

## Lage und Klima
Luxeuil-les-Bains liegt in den südwestlichen Ausläufern der Vogesen im Gebiet der ehemaligen Franche-Comté, ca. 35 km (Fahrtstrecke) nordöstlich von Vesoul, 50 km südlich von Épinal und 50 km nordwestlich von Belfort in einer Höhe von ca. 300 m. Das Klima ist gemäßigt bis warm; Regen (ca. 1200 mm/Jahr) fällt übers Jahr verteilt.

## Bevölkerungsentwicklung
| Jahr                       | 1800 | 1851 | 1901 | 1954 | 1999 | 2019 |
| Einwohner                  | 3080 | 4085 | 5254 | 6691 | 8414 | 6623 |
| Quellen: Cassini und INSEE |      |      |      |      |      |      |

Im Jahr 1975 erreichte die Stadt mit über 10.000 Einwohnern ihren Bevölkerungshöchststand; danach erfolgte ein stetiger Rückgang.

## Wirtschaft
Im Vordergrund der wirtschaftlichen Entwicklung steht der Tourismus. Daneben bietet die Kleinstadt die geschäftliche und verwaltungsmäßige Infrastruktur der Region.

## Geschichte
Der iroschottische Missionar Columban gründete Ende des 6. Jahrhunderts die spätere Abtei Luxeuil, die im 7. Jahrhundert ihre Blütezeit erlebte. Der Kreuzgang (cloître) aus dem 15. Jahrhundert und andere Bauteile aus dem 17. und 18. Jahrhundert sind noch erhalten. Luxeuil gehörte zu den Orten, die im Vertrag von Meerssen 870 in das neue Reich Ludwigs des Deutschen kamen (Reg. Imp. I., Nr. 1480).
Im Juli 1950 trafen sich auf Einladung des französischen Außenministers Robert Schuman in Luxeuil Vertreter von Österreich, Schweiz, Irland und den USA, um über die Zukunft Europas nach dem Krieg zu beraten. Dies war eine der Vorbereitungen für die Europäische Gemeinschaft für Kohle und Stahl.

## Kultur und Sehenswürdigkeiten
- Die Basilika Saint Pierre (seit 1840 Pfarrkirche) hat ihren Ursprung im 13. und 14. Jahrhundert; von ihren drei Türmen ist nur noch einer vorhanden, der 1527 erneuert wurde. Im Innern der Kirche sind insbesondere der barocke Orgelprospekt aus dem 17. Jahrhundert, die aus Notre-Dame in Paris stammende Kanzel von 1806, eine auf einem steinernen Tisch liegende Christusskulptur aus dem 16. Jahrhundert und der neugotische Reliquienschrein des hl. Columban sehenswert. Das Chorgestühl stammt aus dem 16. Jahrhundert.
- Mehr als ein Dutzend warmer Quellen (43–63 °C) luden bereits die Römer zum Baden ein. Das älteste Thermalbad Frankreichs wurde hier im 18. Jahrhundert erbaut. Das heute modern eingerichtete historische Thermalgebäude liegt in einem Park im Norden der Stadt. Der Film Die unerträgliche Leichtigkeit des Seins wurde in dem Thermalbad gedreht.[2]
- Zahlreiche spätmittelalterliche und neuzeitliche Häuser stehen unter Denkmalschutz, darunter das nach einem Abt von Luxeuil, dem späteren Erzbischof von Albi und Kardinal, benannte Hôtel du Cardinal Jouffroy; hier logierten auch Madame de Sévigné, Augustin Thierry, Alphonse de Lamartine und André Theuriet.
- Gegenüber dem Hotel steht das Musée de la Tour des Echevins (15. Jahrhundert), das gallorömische Funde und einige Gemälde zeigt.
- Im Conservatoire de la dentelle wird das Wissen um das Handwerk der Spitze, das zum Wohlstand der Stadt beigetragen hatte, gepflegt.

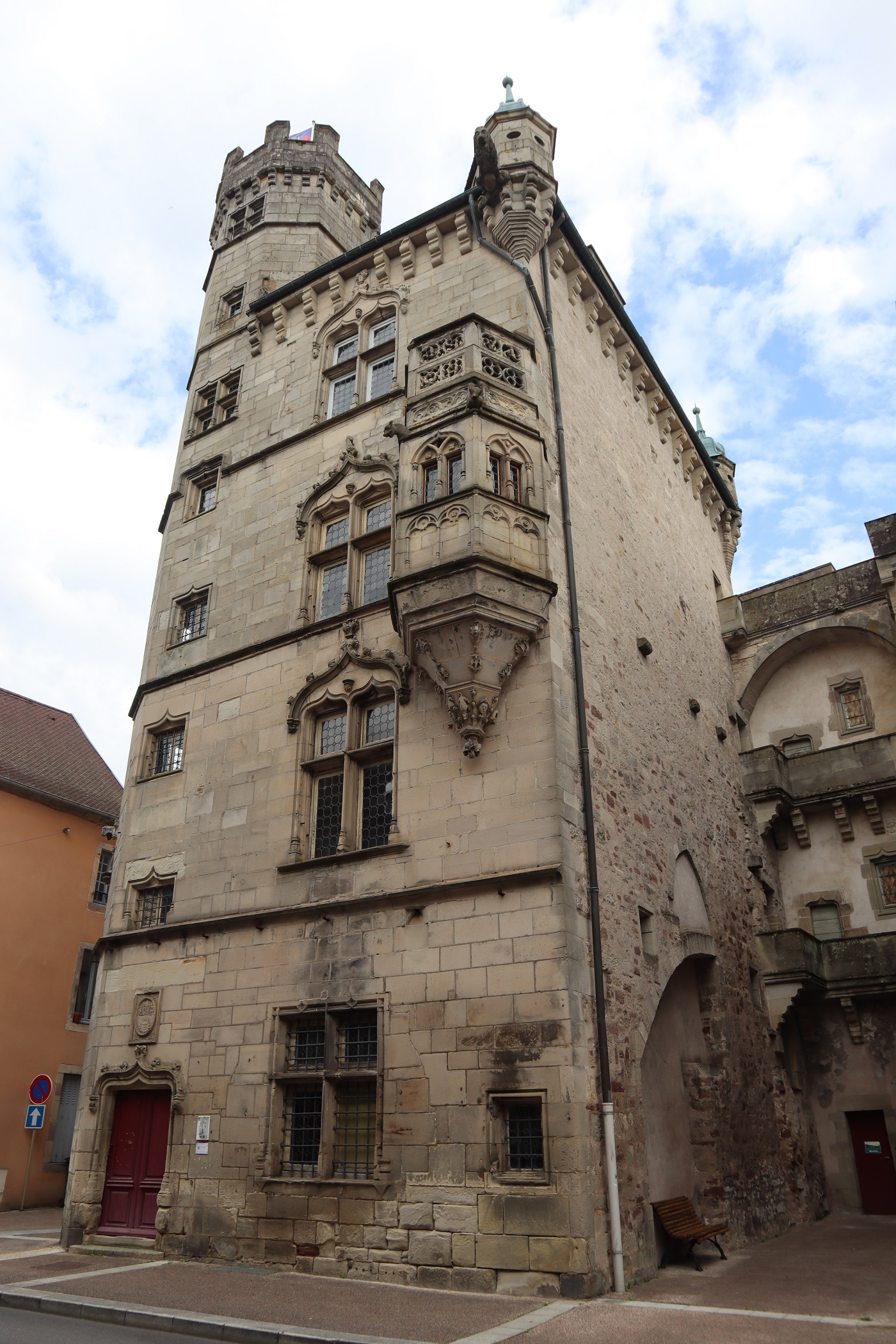
Tour des Échevins
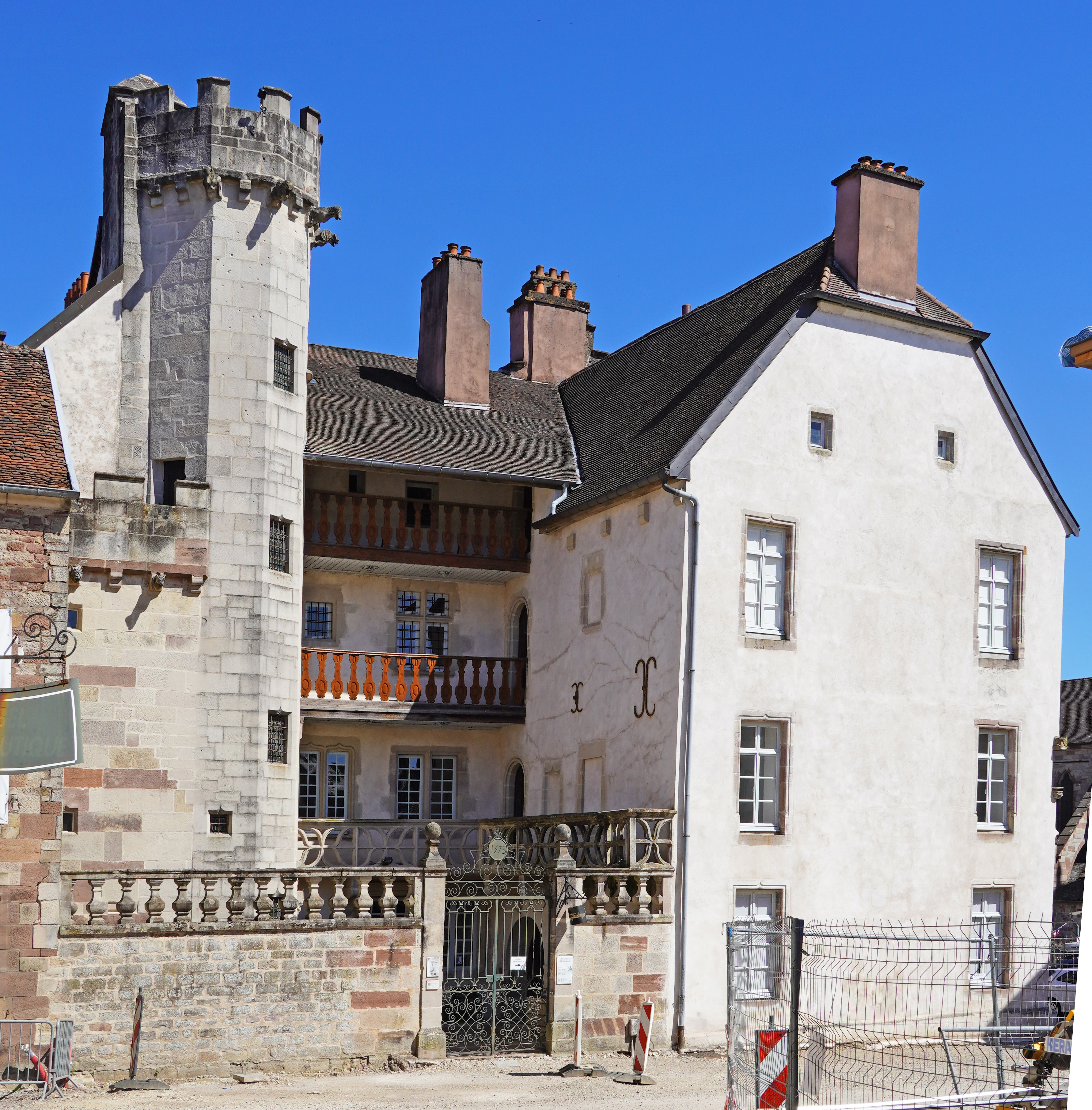
Hôtel Thiadot
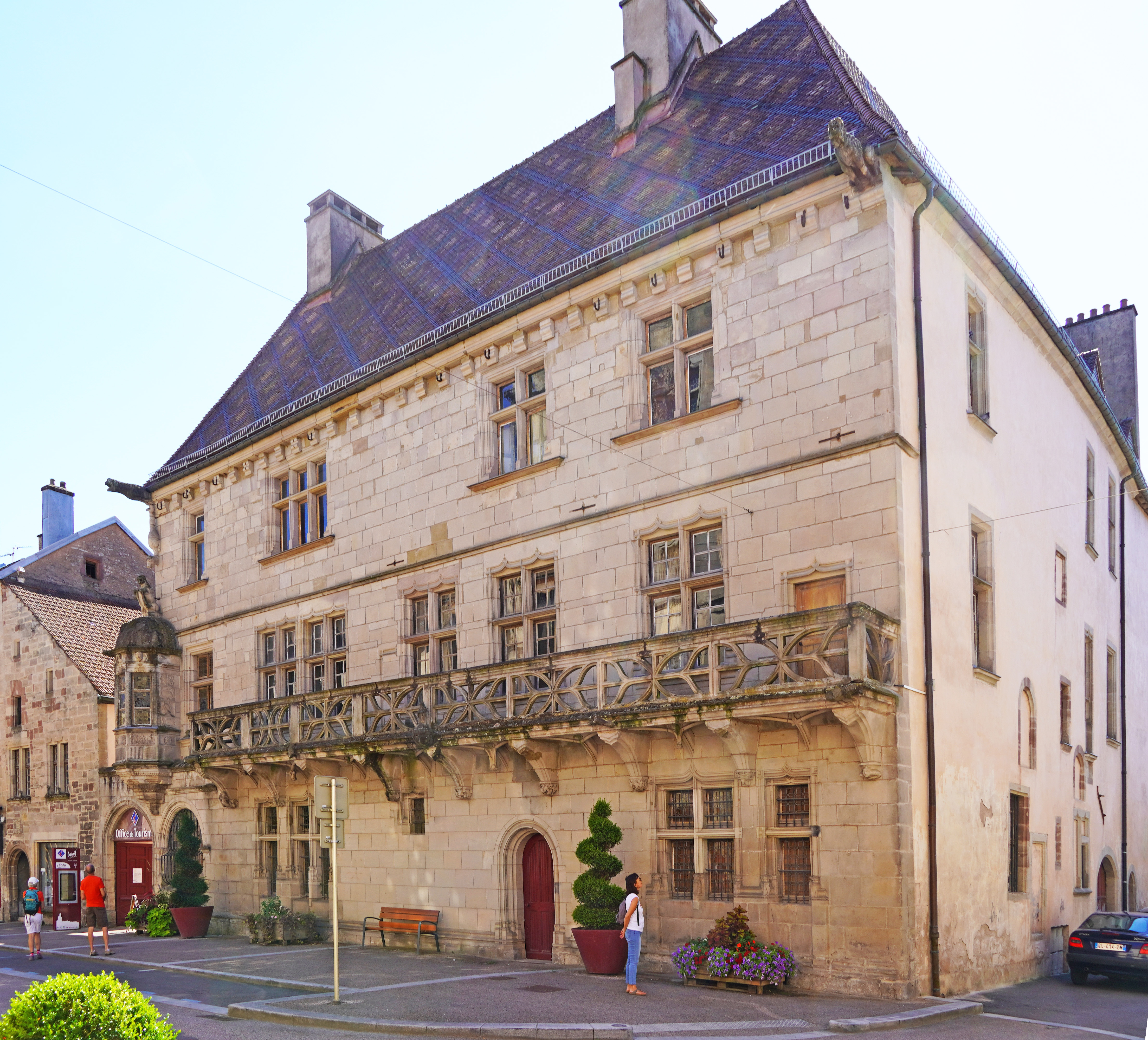
Maison du cardinal Jouffroy
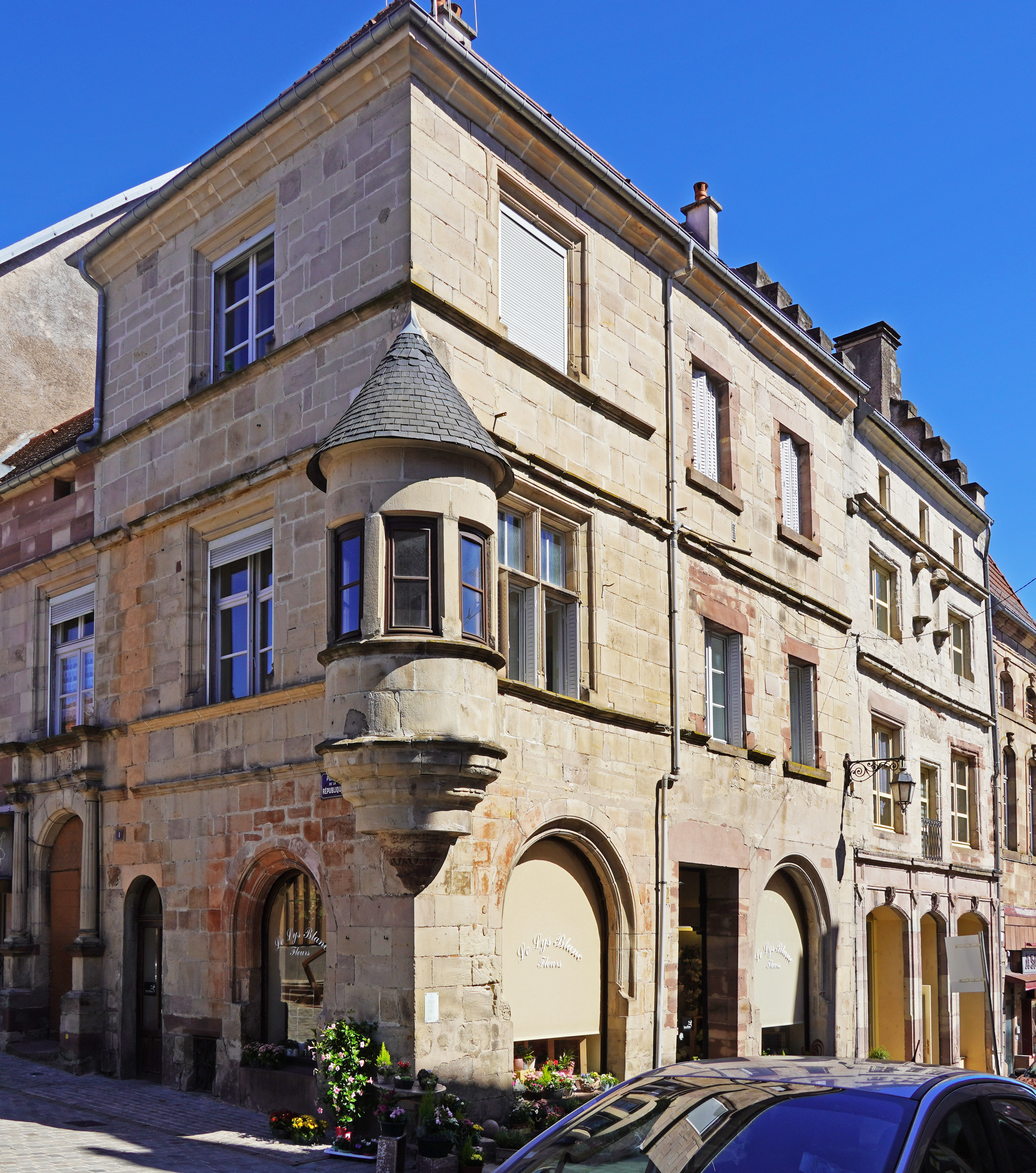
Hôtel Thiebaut de Montureux
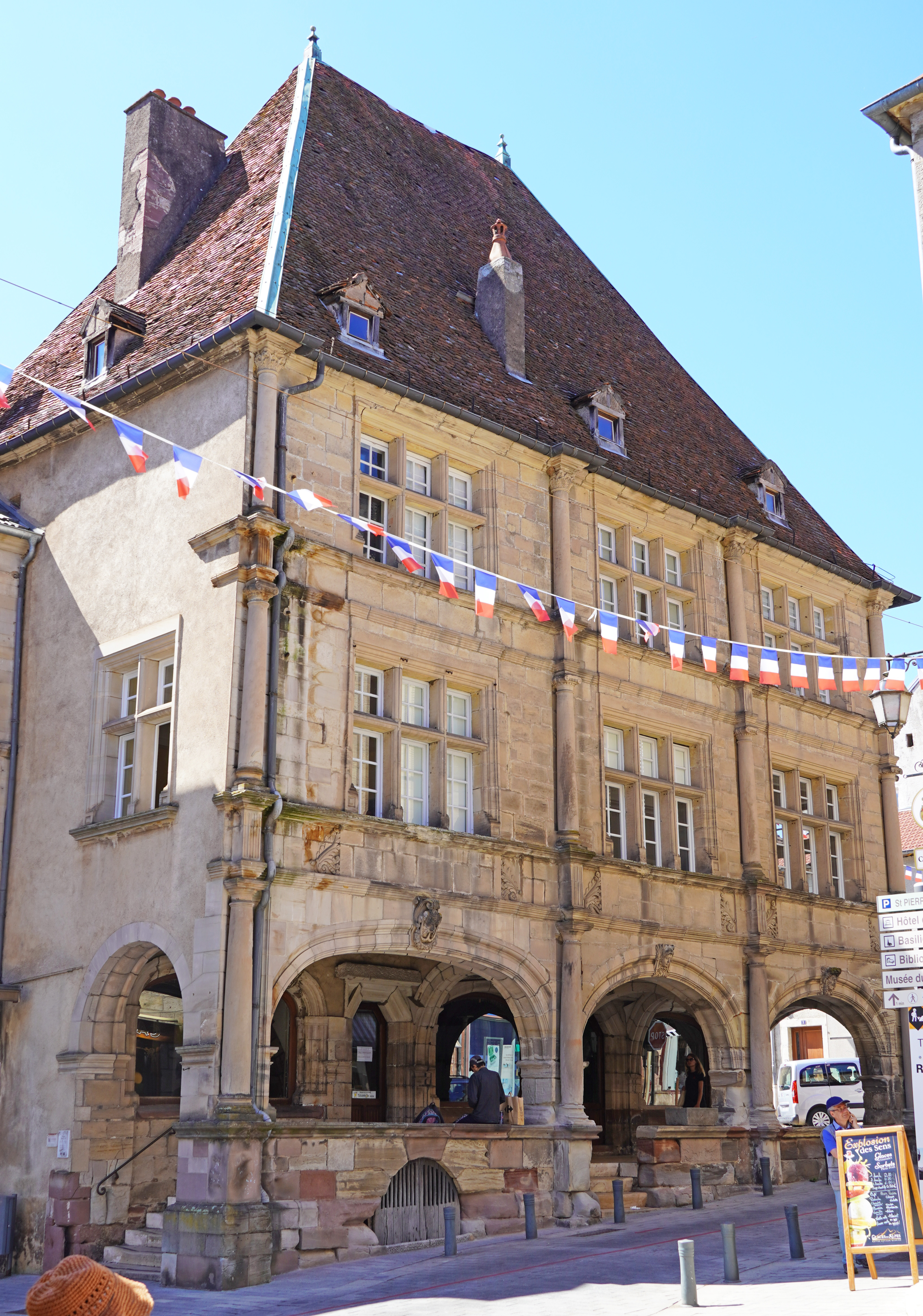
Maison de François Ier
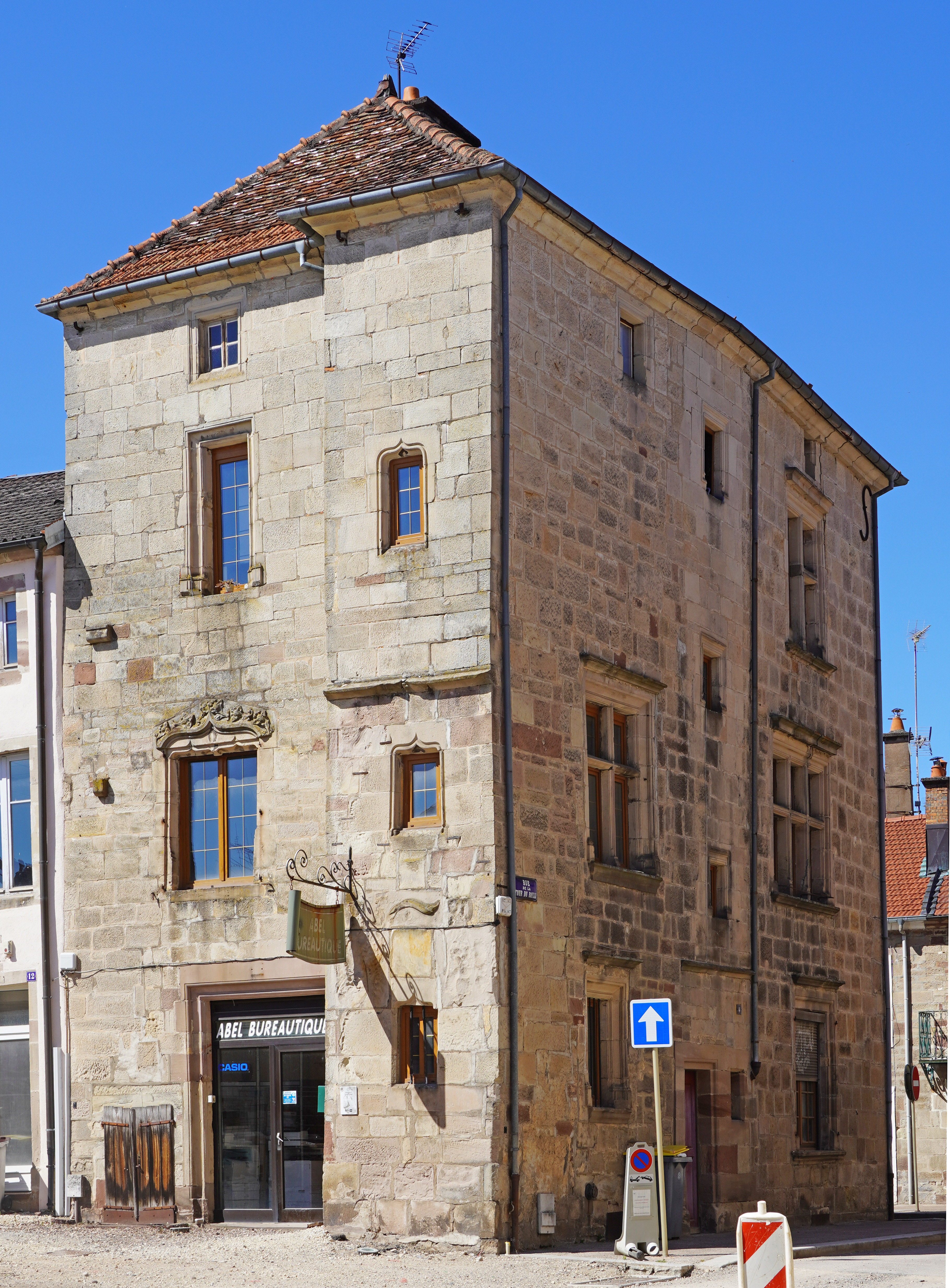
Maison à l'Oriflamme

Umgebung
Wenige Kilometer östlich von Luxeuil liegt in Sainte-Marie-en-Chanois die Kapelle Saint-Colomban. Neben der kleinen Kapelle kann man die Höhle besichtigen, in die sich der Heilige zum Meditieren und zum Beten zurückgezogen haben soll.

## Veranstaltungen
Im April ist die Messe der Feinschmecker Foire Gourmand Festicaveur, im Juli das Musikfest Pluralies gleichzeitig bis August die des „Tanztees“ und im September die Aktion „Kunst auf der Straße“ (Art dans la rue).

## Partnerschaften
Luxeuil unterhält Städtepartnerschaften mit
- Bad Wurzach (Deutschland), seit 1988
- Wallingford (Vereinigtes Königreich), seit 1979
- Salsomaggiore Terme (Italien), seit 1961
- Hammam-Lif (Tunesien), seit 1961

## Persönlichkeiten
- Jean Jouffroy (1412–1473), Benediktiner, Bischof von Arras 1453–1462, Bischof von Albi 1462–1473, Kardinal
- Alain Erlande-Brandenburg (1937–2020), Kunsthistoriker, Hochschullehrer und Museumsdirektor
- Jérémy Mathieu (* 1983), ehemaliger Fußballspieler